# Хэнъян
Хэнъян (кит. упр. 衡阳, пиньинь Héngyáng) — городской округ в провинции Хунань КНР.

## История
Во времена империй Цинь и Хань эти места входили в состав Чаншаского округа (长沙郡). В эпоху Троецарствия, когда эти земли оказались в составе государства У, из Чаншаского округа были выделена Сяндунский округ (湘东郡), власти которого разместились в уезде Линсянь (酃县), и Хэнъянский округ (衡阳郡), власти которого разместились в уезде Чжэнъян (蒸阳县). После основания империи Суй эти два округа были объединены в Хэнчжоускую область (衡州), власти которой разместились в образованном путём объединения трёх уездов уезде Хэнъян. В последующие эпохи эта территория ещё несколько раз меняла статус и название, становясь то Хэнъянским округом, то вновь Хэнчжоуской областью. После монгольского завоевания и образования империи Юань Хэнчжоуская область была преобразована в Хэнчжоуский регион (衡州路). После свержения власти монголов и основания империи Мин «регионы» были переименованы в «управы» — так появилась Хэнчжоуская управа (衡州府). Во времена империи Цин У Саньгуй, начав в 1673 году своё антиманьчжурское восстание, именно здесь в 1678 году провозгласил себя императором и, переименовав Хэнчжоускую управу в Динтяньскую управу (定天府), сделал эти места столицей своей империи Чжоу; после подавления восстания управе было возвращено прежнее название. После Синьхайской революции в Китае была проведена реформа структуры административного деления, в ходе которой управы были упразднены, и поэтому в 1913 году Хэнчжоуская управа была расформирована.
В 1942 году из уезда Хэнъян был выделен город Хэнъян, который с 1943 года стал городом провинциального подчинения.
В годы Второй мировой войны местный авиаузел использовался ВВС США для совершения авианалётов на Японию, и поэтому весной 1944 года японская армия начала операцию «Ити-Го» для уничтожения авиационных баз противника в юго-западном Китае. 27 июня японские войска подошли к Хэнъяну, но защитники города оказали упорное сопротивление; японцам удалось его взять лишь после 40-дневной осады. Пять лет спустя, на завершающем этапе гражданской войны, эти места стали зоной Хэнъян-Баоцинской операции войск китайских коммунистов.
После образования КНР в 1949 году был создан Специальный район Хэнъян (衡阳专区), состоящий из города Хэнъян и 8 уездов. В 1950 году город Хэнъян был выведен из состава Специального района, став городом провинциального подчинения. В апреле 1952 году юго-восточная часть уезда Хэнъян была выделена в отдельный уезд Хэннань.
В октябре 1952 года Специальный район Хэнъян был расформирован, и его административные единицы перешли в состав новой структуры — Сяннаньского административного района (湘南行政区). В 1954 году Сяннаньский административный район был упразднён, и был вновь образован Специальный район Хэнъян, в составе которого на этот раз оказалось 12 уездов.
25 ноября 1955 года был расформирован уезд Цзянхуа (江华县); часть его территории перешла в состав уезда Юнмин (永明县), а на остальной территории был создан Цзянхуа-Яоский автономный уезд. В 1956 году уезд Юнмин был переименован в Цзянъюн.
В 1959 году город Хэнъян перешёл под юрисдикцию властей Специального района; уезд Хэнъян при этом был передан в подчинение властям города Хэнъян, но уже в 1961 году вновь вернулся в состав Специального района.
В 1961 году из уезда Линлин был выделен городской уезд Лэншуйтань, но уже в 1962 году он был вновь присоединён к уезду Линлин.
В 1962 году 5 уездов и Цзянхуа-Яоский автономный уезд были выделены в отдельный Специальный район Линлин (零陵专区), и в составе Специального района Хэнъян остались 1 город и 6 уездов.
В 1963 году из уезда Хэншань был выделен уезд Наньюэ, но в 1966 году он был вновь присоединён к уезду Хэншань, и при этом из уезда Хэншань был выделен уезд Хэндун.
В 1970 году Специальный район Хэнъян был переименован в Округ Хэнъян (衡阳地区).
20 февраля 1980 года город Хэнъян опять стал городом провинциального подчинения, выйдя из состава округа.
Постановлением Госсовета КНР от 8 февраля 1983 года был расформирован округ Хэнъян,  его административные единицы перешли под юрисдикцию властей города Хэнъян, превратившегося таким образом в городской округ.
22 мая 1984 года из уезда Хэншань был выделен район Наньюэ.
Постановлением Госсовета КНР от 11 ноября 1986 года уезд Лэйян был преобразован в городской уезд.
Постановлением Госсовета КНР от 26 ноября 1996 года уезд Чаннин был преобразован в городской уезд.
Постановлением Госсовета КНР от 4 апреля 2001 года были упразднены старые городские районы и созданы новые районы городского подчинения.

## Административно-территориальное деление
Городской округ Хэнъян делится на 5 районов, 2 городских уезда, 5 уездов:
| Карта                                                                                               | Карта    | Карта     | Карта         | Карта            | Карта         |
| --------------------------------------------------------------------------------------------------- | -------- | --------- | ------------- | ---------------- | ------------- |
| ① ② ③ ④ Наньюэ Хэнъян Хэннань Хэншань Хэндун Цидун Лэйян Чаннин ① Чжухуэй ② Яньфэн ③ Шигу ④ Чжэнсян |          |           |               |                  |               |
| Статус                                                                                              | Название | Иероглифы | Пиньинь       | Население (2010) | Площадь (км²) |
| Район                                                                                               | Чжухуэй  | 珠晖区    | Zhūhuī qū     |                  |               |
| Район                                                                                               | Яньфэн   | 雁峰区    | Yànfēng qū    |                  |               |
| Район                                                                                               | Шигу     | 石鼓区    | Shígǔ qū      |                  |               |
| Район                                                                                               | Чжэнсян  | 蒸湘区    | Zhēngxiāng qū |                  |               |
| Район                                                                                               | Наньюэ   | 南岳区    | Nányuè qū     |                  |               |
| Городской уезд                                                                                      | Лэйян    | 耒阳市    | Lěiyáng shì   |                  |               |
| Городской уезд                                                                                      | Чаннин   | 常宁市    | Chángníng shì |                  |               |
| Уезд                                                                                                | Хэнъян   | 衡阳县    | Héngyáng xiàn |                  |               |
| Уезд                                                                                                | Хэннань  | 衡南县    | Héngnán xiàn  |                  |               |
| Уезд                                                                                                | Хэншань  | 衡山县    | Héngshān xiàn |                  |               |
| Уезд                                                                                                | Хэндун   | 衡东县    | Héngdōng xiàn |                  |               |
| Уезд                                                                                                | Цидун    | 祁东县    | Qídōng xiàn   |                  |               |

## Экономика
Хэнъян — крупный транспортный узел Китая. В нём имеются многочисленные предприятия химической, текстильной, пищевой и бумажной промышленности. В местных шахтах добывается олово, цинк, уголь и свинец.